# Decanaat Venray-Gennep

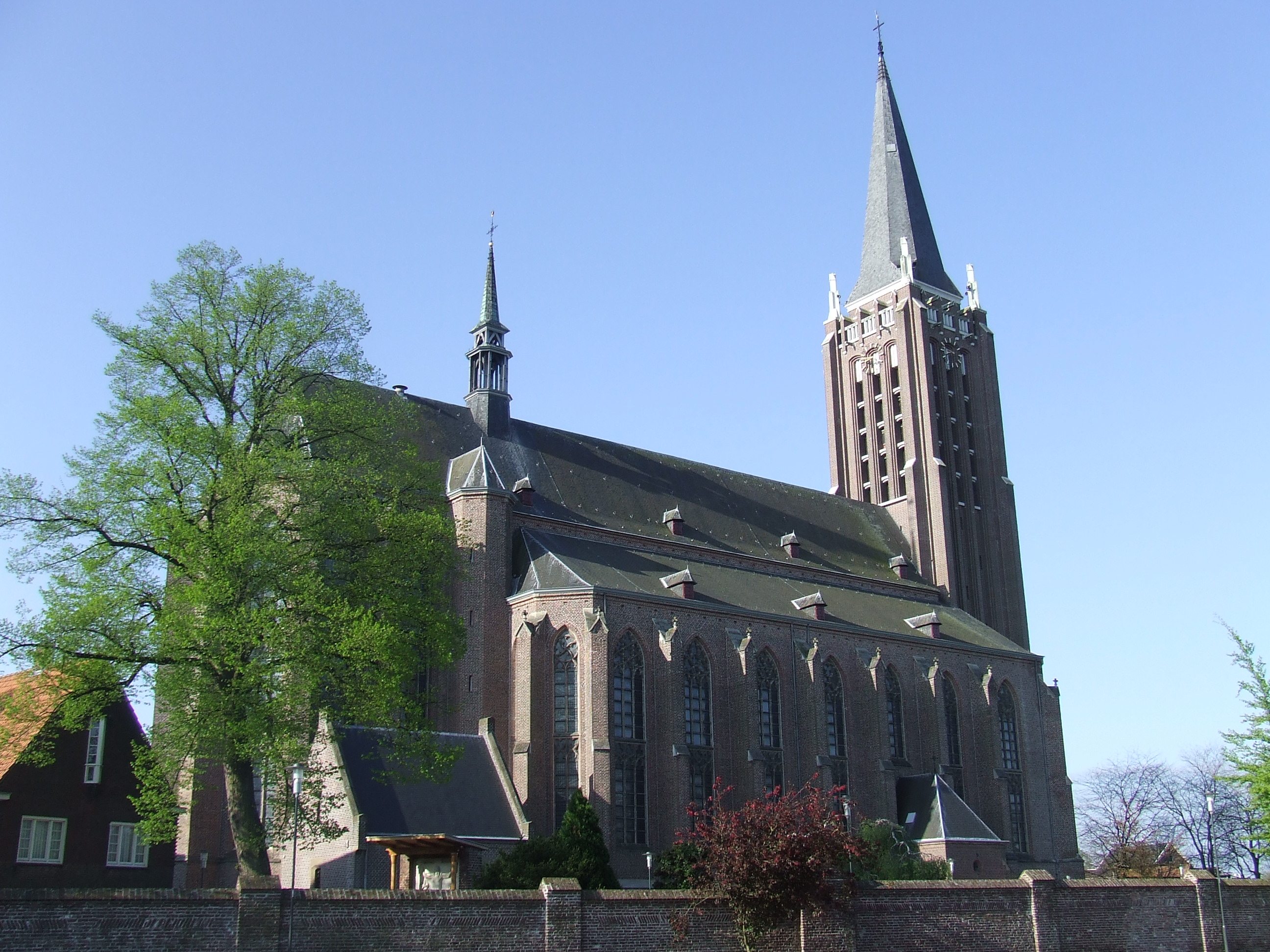
De H. Petrus' Bandenkerk te Venray

Het decanaat Venray-Gennep is een decanaat in het bisdom Roermond. 
Het decanaat Venray bestond voor 4 april 1862, waarna een separaat decanaat Gennep en decanaat Venray ontstond. Op 9 september 2007 werden beide samengevoegd tot het decanaat Venray-Gennep. De facto bestaat het decanaat Gennep nog steeds en is de deken van Venray tevens deken van Gennep. 
Het decanaat Venray-Gennep bestaat uit de volgende parochies en rectoraten:
- H.H. Cosmas en Damianus te Afferden;
- H. Petrus te Bergen;
- O.L. Vrouw Geboorte te Blitterswijck;
- H. Matthias te Castenray;
- H.Martinus te Gennep;
- H.Norbertus te Gennep;
- H.Willibrordus te Geijsteren;
- O.L. Vrouw Onbevlekt Ontvangen te Heide
- H. Dionysius te Heijen;
- H.H. Lambertus en Brigida te Middelaar;
- O.L.V. van Altijddurende Bijstand te Milsbeek;
- O.L.V. van Zeven Smarten te Molenhoek;
- H. Antonius Abt te Mook;
- H. Gertrudis te Oirlo;
- O.L. Vrouw Geboorte te Oostrum;
- H. Johannes de Doper te Ottersum;
- H. Jozef te Siebengewald;
- H. Jozef te Smakt;
- H. Petrus' Bandenkerk te Venray;
- H. Antonius Abt te Ven-Zelderheide;
- H.Antonius van Padua te Veulen;
- Koningin van de Vrede te Vredepeel;
- H. Michaël te Wanssum;
- H. Vitus te Well;
- H. Catharina te Wellerlooi.

De parochies van Mook, Molenhoek, Middelaar, Ottersum, Milsbeek en Ven-Zelderheide staan ook bekend als het parochiecluster VOMMMM. 

## Dekens van Venray-Gennep
- Harrie Smeets (2007 - 2018);
- Ed Smeets (2019 - heden).[1]